# Wolfenstein RPG
Wolfenstein RPG — гра 2008 року для мобільних телефонів та Apple iOS із серії «Wolfenstein», від компанії id Software. Wolfenstein RPG представлена у 3D графіці із дещо карикатурними зображеннями ворогів та навколишнього світу.

## Сюжет та характеристика гри

Ігровий екран (герой застрелив охоронця)

Сюжет гри традиційний. Агент «B.J.» Блажковіц намагається втекти з фашистської фортеці Wolfenstein, де нацисти проводять всілякі окультні обряди, експерименти над людьми та намагаються призвати армію Пекла на службу Адольфу Гітлеру і Третьому Рейху. Герой повинен не дати німцям довести задумане до кінця та врятувати світ.
На відміну від попередніх частин серії, «Wolfenstein RPG» має багато гумористичних моментів (наприклад, присутність у грі півнів).
В даній серії є 9 великих рівнів, 32 види ворогів (окрім фашистів у грі присутні всілякі скелети, зомбі та демони) та 16 різновидів зброї.

## Сюжет
Головний герой Агент «B.J.» Блажковіц американський агент OSA

## Головні герої
- Агент «B.J.» Блажковіц — головний герой гри, американський шпигун володіє відмінними фізичними навичками, є спеціалістом в сфері допиту та підкупу. Може переносити з собою велику кількість зброї.
- Локкі — шпигун що працює на дві сторони, також з його дій не можна цілком зрозуміти його основні наміри оскільки вони в більшості двозначні.
- Гюнтер — пацієнт психлікарні, що втік з неї перевдягнувшись в форму СС, під час зустрічей просить головного героя зіграти з ним у "Війну".

## Вороги
- - Солдат СА (англ. Soldier) — перший противник, якого ви зустрінете в грі. На скриптах озброєний озброєний MP40. Зустрічаються на всіх рівнях гри, поділяються за кольором уніформ коричневе та блакитна, солдати з блакитною уніформою мають більший запас здоров'я.
  - Офіцер СС (англ. SS officer) — відрізняється від солдата одягом. На скриптах озброєний Пістолетом Люгера. Як правило у офіцерів знаходяться ключі від дверей виходу.
  - Вчений (англ. Scientist) — противник-персонаж, рідко вступає в бій при атаці на екрані з'являється малюнок шприцу, зброї якою атакує вчений, як правило ховається в дальньому куті кімнати і чекає коли ГГ розправиться з усіма ворогами після допиту надає герою інформацію та певну кількість предметів. Відрізняється малою кількістю здоров'я.
  - Робітник (англ. Worker) — противник-персонаж, вступає в бій частіше за вченого атакує в ближньому бою, розвідним ключем. Може бути допитаний так само як Вчений. Здоров'я таке ж як у Вченого.
  - Важкий піхотинець (англ. Heavy infantryman) Вище і масивніше всіх інших, екіпірований захисним вогнетривким костюмом з кисневою маскою і потужною бронею, має великий запас здоров'я. Озброєний вогнеметом або кулеметом Venom.
  - Елітна охорона (англ. Elite Guard) — Добре натренована жінка. Використовує «стен» з глушником, запас здоров'я трохи більший від Солдата. Дуже маневрена тікає з лінії вогню одразу після пострілу. У неї досить складно влучити.
  - Скелет (англ. Sniffer) — нежить зустрічається в декількох варіантах розрізняються окрім вигляду способами атаки і здоров'ям відповідно: Звичайний скелет — атакує тільки в ближньому бою пазурами. Вогняний скелет — скелет охоплений полум'ям окрім більшого запасу здоров'я має дві особливості жбурляння вогню та підпал гравця при ударі пазурами. Скелет в зеленому полум'ї нічим не відрізняється від попереднього окрім кольору полум'я і збільшеного запасу здоров'я. Характерною особливістю даного типу ворогів є те що ударом кулаків можна відірвати череп скелета, хоча це й принесе йому зменшення здоров'я проте він і далі буде атакувати гравця, подальші удари в голову не будуть мати ніякого ефекту.
  - Зомбі-воїн (англ. Zombie warrior) Зомбі в обладунках, із залізним щитом, озброєний іржавою сокирою. Може прикриватися щитом від куль. розрізняються за кольором і запасом здоров'я.
  - Супер-Солдат (англ. Super-Soldier) Прототип робо-біологічного суперзброї. Штучно вирощений людина, генетично запрограмований на вбивство, тому атакує всіх, хто не належить до «своїх». Велетень у механічній броні (7 футів зросту), озброєний кулеметом Venom або фаустпатроном, дуже розумний для такого сильного ворога, влучно стріляє. Багато здоров'я. Не боїться вогнемета і розрядника Тесли.
  - Крикун (англ. Screamer) — штучно виведена або викликана до життя істота. Виглядає як голова велетенського монстра, як слідує з назви може створювати два види криків, деморалізуючий наносить гравцеві невелику шкоду та зменшує можливість прицільно вести вогонь та льодяний крик наносить гравцеві пошкодження холодом та частково заморожує екран.
  - Бойовий півень (англ. Gamecock) — спеціально виведений птах для служби Нацистам, зустрічаються в невеликій кількості одразу близько 9, краще одразу ж бити їх із Тесли в іншому випадку можуть завдати значної шкоди.

## Боси
- Чудовисько Оларік. Перший бос в грі. Міфічний коваль стародавньої Тулі , засновник Легіону Темної Кузні . Ця істота була великим двоногим монстром , покритим з ніг до голови особами закатованих душ , який був похований під замком. Атакує на відстані шляхом стрибку на головного героя. У ближньому бою потужно б'є своїми руками. Має величезний запас здоров'я.

## Зброя та Інше

### Зброя
- Удар ногою — Доступний завжди. З його допомогою можна не тільки бити супротивника в живіт і розбивати перешкоди, але і відкривати двері, натискати кнопки, перемикати важелі, загалом, виконувати більшість дій з предметами.
- Руки — мають степені розвитку шляхом знаходження кастетів, хоча з більшістю ворогів є малоефективною зброєю, проте відмінно підходять для вбивства скелетів та допитів.
- Кольт — потужний автоматичний пістолет. можна взяти два кольта і стріляти по-македонськи.
- MP40 — 9-мм пістолет-кулемет, що найчастіше зустрічається в грі. Перебуває на озброєнні у німецьких солдатів, має 32 патрона в магазині.
- Гвинтівка Маузера — Гвинтівка Mauser 98k з ручною перезарядкою та снайперським прицілом — потужна зброя для далеких дистанцій. Стріляє одиночними пострілами.
- Десантна гвинтівка FG-42 — Перебуває на озброєнні СС. Скорострільна гвинтівка зі слабким оптичним. Вельми потужна зброя. Дуже голосно стріляє. Приціл з меншим наближенням, ніж у гвинтівки Маузера.
- Стен — 9-мм автомат STEN, потужний, безшумний і далекобійний.
- Зв'язка динаміту — Заряд величезної сили, забезпечений таймером на декілька ходів слугує для усунення перешкод і пошуку скарбів хоча може бути використаний проти ворогів шляхом прицеплення динаміту на ворога так закладання динаміту як бомби перед ворогом.
- Tesla Gun («Знаряддя Тесла») — надприродна зброя, їм ніхто не озброєний, крім самого Блажковіча. Зброя випускає блискавки, ефективно проти всіх ворогів. Може знерухомити Останнього боса в грі не декілька ходів, що є вкрай зручно.
- Фаустпатрон — Одноразовий протитанковий гранатомет. Велика потужність пострілу.
- Вогнемет M2 — Сильна і економічна зброя. Випускає струмінь вогню, і все, що може горіти, підпалюється, незалежно від кількості розтрачених зарядів.
- Веном (англ. Venom — отрута, злоба) — Ручний шестиствольний кулемет. Дуже висока скорострільність і вогнева міць, вистрілює одазу три кулі.
- Спис долі — єдина зброя, за допомогою якої можна вбити фінального боса.

### Додаткова зброя
- Унітаз чи раковина можуть бути вирвані з міся їх розташування та запущені у ворога.

### Речі
В грі існують предмети які слугують для певних цілей.
- Аптечка  — відновлює здоров'я гравцю. Може бути використана пізніше
- Пайок — теж саме що й аптечка але відновлює меншу кількість здоров'я.
- Курятина — смажена і зажарена теж саме що й пайок але без можливості взяти з собою чи використати пізніше.
- Скарби — Золоті хрести Кубки тощо, слугують для підкупу ворогів.

### Вакцини
В грі присутні велика кількість вакцин які можуть бути виготовлені чи знайдені гравцем, кожна вакцина має свій ефект:

### Книги
У грі присутні багато книжок деякі з книжок можуть дати певні ефекти як позитивні так негативні:

## Секрети та бонуси
В грі присутні безліч потаємних місць з бонусними предметами. В грі має місце система нагород медалями, зп певні досягнення наприклад «Книжковий черв'як» якщо ви прочитаєте всі книги на рівні чи «Руйнівник об'єктів» — якщо ви зруйнуєте всі предмети на рівні та інші. Можна зруйнувати більшість об'єктів обладунки, столи, прапори СС, та портрети за портретами можуть знаходитися скарби, книги та інші предмети.
Портрети можна вдарити кулаками при цьому обличчя на портреті реагує на удари як справжнє, також при пострілі з пістолета на картині спочатку з'являються сліди пострілів перш ніж вона знищиться.
Більшість об'єктів в грі є інтерактивними тож ви можете цілком впливати на них різними шляхами наприклад вимикачі для відкривання камер чи електричні стільці або полиці з книжками.